# Эзонвиль-э-Берновиль
Эзонви́ль-э-Бернови́ль (фр. Aisonville-et-Bernoville) — коммуна во Франции, находится в регионе Пикардия. Департамент коммуны — Эна. Входит в состав кантона Гиз. Округ коммуны — Вервен.
Код INSEE коммуны — 02006.

## Население
Население коммуны на 2010 год составляло 288 человек.
| 1962 | 1968 | 1975 | 1982 | 1990 | 1999 | 2010 |
| ---- | ---- | ---- | ---- | ---- | ---- | ---- |
| 388  | 343  | 300  | 251  | 216  | 291  | 288  |

## Экономика
В 2010 году среди 195 человек трудоспособного возраста (15—64 лет) 134 были экономически активными, 61 — неактивными (показатель активности — 68,7 %, в 1999 году было 68,2 %). Из 134 активных жителей работали 110 человек (63 мужчины и 47 женщин), безработных было 24 (13 мужчин и 11 женщин). Среди 61 неактивных 13 человек были учениками или студентами, 22 — пенсионерами, 26 были неактивными по другим причинам.